# Tours Volley-Ball 2021-2022
Questa voce raccoglie le informazioni riguardanti il Tours Volley-Ball nelle competizioni ufficiali della stagione 2021-2022.

## Organigramma societario
Area direttiva
- Presidente: Yves Bouget
- Team manager: Pascal Foussard

Area tecnica
- Allenatore: Marcelo Fronckowiak
- Allenatore in seconda: Thomas Royer

## Rosa
| N° | Nome               | Ruolo | Data di nascita  | Nazionalità sportiva |
| -- | ------------------ | ----- | ---------------- | -------------------- |
| 1  | Zouheir El Graoui  | S     | 1º luglio 1994   | Marocco              |
| 2  | Pierre Derouillon  | S     | 6 giugno 1999    | Francia              |
| 3  | Enzo Loiseau       | S     | 12 febbraio 2000 | Francia              |
| 3  | Geraldo da Silva   | O     | 3 giugno 1990    | Brasile              |
| 4  | Luke Perry         | L     | 20 novembre 1995 | Australia            |
| 5  | Leandro dos Santos | C     | 13 gennaio 1993  | Brasile              |
| 6  | Aymeric Pelvet     | S     | 24 gennaio 2001  | Francia              |
| 7  | Kévin Tillie       | S     | 2 novembre 1990  | Francia              |
| 8  | Gary Chauvin       | P     | 29 dicembre 1987 | Francia              |
| 9  | Thiébault Bruckert | C     | 16 aprile 1991   | Francia              |
| 10 | Aboubacar Neto     | O     | 16 febbraio 1994 | Brasile              |
| 11 | Pierre Toledo      | O     | 8 aprile 2000    | Francia              |
| 12 | Dmytro Teryomenko  | C     | 1º febbraio 1987 | Ucraina              |
| 13 | Leon Meier         | S     | 28 gennaio 2002  | Germania             |
| 14 | Luciano Palonsky   | S     | 8 luglio 1992    | Argentina            |
| 15 | Kamil Baránek      | S     | 2 maggio 1983    | Rep. Ceca            |
| 16 | Robin Le Goff      | L     | 27 marzo 2000    | Francia              |
| 17 | Zeljko Ćorić       | P     | 24 agosto 1988   | Bosnia ed Erzegovina |
| 18 | Thomas Furic       | C     | 4 gennaio 2002   | Francia              |
| 19 | Clément Aya Dioko  | O     | 22 dicembre 2002 | Francia              |
| 20 | Romain Totele      | P     | 24 marzo 2001    | Francia              |
| 24 | Eliot De Narda     | S     | 30 aprile 2002   | Francia              |